# Грузія на літніх Олімпійських іграх 2000
Літні Олімпійські ігри 2000 року в Сіднеї стали другими літніми Олімпійськими іграми, і четвертими Олімпійськими іграми взагалі, в яких грузинські спортсмени брали участь під прапором незалежної Грузії. Прапороносцем на церемонії відкриття Олімпіади став важкоатлет Георгій Асанідзе.
Всього в Олімпіаді взяло участь 36 олімпійців Грузії — 27 чоловіків та 9 жінок. Вони змагалися в 12 видах спорту: стрільба з лука, легка атлетика, бокс, спортивна гімнастика, стрибки на батуті, дзюдо, стрільба, плавання, стрибки у воду, художня гімнастика, важка атлетика і боротьба. Здобуто 6 бронзових медалей — втричі більше, ніж за три попередні Олімпіади разом.

## Медалісти
| Медаль | Спортсмен           | Вид спорту     | Дисципліна                       |
| ------ | ------------------- | -------------- | -------------------------------- |
| Бронза | Володимир Чантурія  | Бокс           | до 91 кг                         |
| Бронза | Георгій Вазагашвілі | Дзюдо          | до 66 кг (чоловіки)              |
| Бронза | Георгій Асанідзе    | Важка атлетика | до 85 кг, чоловіки               |
| Бронза | Акакій Чачуа        | Боротьба       | греко-римська боротьба, до 63 кг |
| Бронза | Мухран Вахтангадзе  | Боротьба       | греко-римська боротьба, до 85 кг |
| Бронза | Ельдар Куртанідзе   | Боротьба       | вільна боротьба, до 97 кг        |

## Бокс
| Категорія          | Спортсмен | 1/32                      | 1/16                             | Чвертьфінал                 | Півфінал                      | Фінал              | Місце      |
| Категорія          | Спортсмен | Суперник Результат        | Суперник Результат               | Суперник Результат          | Суперник Результат            | Суперник Результат | Місце      |
| ------------------ | --------- | ------------------------- | -------------------------------- | --------------------------- | ----------------------------- | ------------------ | ---------- |
| Теймураз Хурцілава | до 54 кг  | Арам Рамазян (ARM) W 12-9 | Раїмкуль Малахбеков (RUS) L 7-13 | не пройшов                  | не пройшов                    | не пройшов         | не пройшов |
| Володимир Чантурія | до 91 кг  | Bye                       | Амру Мустафа (EGY) W RSC         | Руслан Чагаєв (UZB) W 18-12 | Султан Ібрагімов (RUS) L 4-19 | не пройшов         | 3          |

## Боротьба
Вільна боротьба
| Спортсмен          | Категорія | Груповий турнір                  | Груповий турнір            | Груповий турнір | Чвертьфінал                 | Півфінал                             | Фінал                        | Фінал |
| Спортсмен          | Категорія | Суперник Результат               | Суперник Результат         | Місце           | Суперник Результат          | Суперник Результат                   | Суперник Результат           | Місце |
| ------------------ | --------- | -------------------------------- | -------------------------- | --------------- | --------------------------- | ------------------------------------ | ---------------------------- | ----- |
| Давид Погосян      | −58 кг    | Лі Йон Сам (PRK) W 2–1           | Андрій Фашанек (SVK) W 5–1 | 1 Q             | Террі Брендс (USA) L 2-4    | Оюунбілегійн Пуревбаатар (MGL) L 0–6 | не пройшов                   | 5     |
| Отар Тушишвілі     | −63 кг    | Карлос Ортіс (CUB) L 0–6         | Кадзуюкі Міята (JPN) L 3–4 | 3               | не пройшов                  | не пройшов                           | не пройшов                   | 15    |
| Емзар Бедінейшвілі | −69 кг    | Амір Таваколіян (IRI) L 4-5      | Даніель Ігалі (CAN) L 0-3  | 3               | не пройшов                  | не пройшов                           | не пройшов                   | 17    |
| Гурам Мчедлідзе    | −76 кг    | Арпад Ріттер (HUN) W 3-0         | Адем Берекет (TUR) L 0-3   | 2               | не пройшов                  | не пройшов                           | не пройшов                   | 13    |
| Ельдар Куртанідзе  | −97 кг    | Річардас Паулюконіс (LTU) W 11-1 | Арават Сабєєв (GER) W 3-1  | 1 Q             | Аліреза Гейдарі (IRI) W 1-0 | Сагід Муртазалієв (RUS) L 1-3        | Марек Гармулевич (POL) W 4-1 | 3     |
| Алекс Модебадзе    | −130 кг   | Ефстатіос Топалідіс (GRE) W 5-0  | Аббас Джадіді (IRI) L 0-4  | 2               | не пройшов                  | не пройшов                           | не пройшов                   | 10    |

Греко-римська боротьба
| Спортсмен           | Категорія | Груповий турнір                 | Груповий турнір                                    | Груповий турнір | Чвертьфінал                  | Півфінал                        | Фінал                  | Фінал |
| Спортсмен           | Категорія | Суперник Результат              | Суперник Результат                                 | Місце           | Суперник Результат           | Суперник Результат              | Суперник Результат     | Місце |
| ------------------- | --------- | ------------------------------- | -------------------------------------------------- | --------------- | ---------------------------- | ------------------------------- | ---------------------- | ----- |
| Олександр Церцвадзе | −54 кг    | Альфред Тер-Мкртчян (GER) L 0–5 | Теро Катаїсто (FIN) W 4-2                          | 2               | не пройшов                   | не пройшов                      | не пройшов             | 15    |
| Коба Гуляшвілі      | −58 кг    | Іштван Майорош (HUN) W 3–0      | Алі Ашкані (IRI) L 0-7                             | 2               | не пройшов                   | не пройшов                      | не пройшов             | 14    |
| Акакій Чачуа        | −63 кг    | Ї Шаньцзюнь (CHN) W 11–0        | Вагінак Галстян (ARM) W 2–2                        | 1 Q             | Баходир Курбанов (UZB) W 3–2 | Вартерес Самургашев (RUS) L 4-7 | Беат Моцер (SUI) W 6–2 | 3     |
| Таріелі Мелалашвілі | −76 кг    | Метт Ліндленд (USA) L 0–3       | Євген Єрофайлов (UZB) W 4-0 Кадер Сілія (ALG) W WO | 2               | не пройшов                   | не пройшов                      | не пройшов             | 8     |
| Мухран Вахтангадзе  | −85 кг    | Томас Провел (EST) W 6–4        | Раатбек Санатбаєв (KGZ) W 2–1                      | 1 Q             | Валерій Цілент (BLR) W 6–5   | Гамза Єрлікая (TUR) L 0-3       | Фріц Онес (NOR) W 4–0  | 3     |
| Геннадій Чхаїдзе    | −97 кг    | Анджей Вронський (POL) W 2–0    | Хаккі Башар (TUR) W 4–2                            | 1 Q             | Гарретт Лоуні (USA) L 0-2    | Сергій Матвієнко (KAZ) W 1–1    | не пройшов             | 5     |
| Міріан Гіоргадзе    | −130 кг   | Дмитро Дебелка (BLR) L 0–3      | Едді Бенгтссон (SWE) W 4-0                         | 3               | не пройшов                   | не пройшов                      | не пройшов             | 20    |

## Важка атлетика
| Спортсмен        | Дисципліна   | Ривок (кг) | Поштовх (кг) | Разом (кг) | Місце |
| ---------------- | ------------ | ---------- | ------------ | ---------- | ----- |
| Георгій Асанідзе | до 85 кг     | 180.0      | 210.0        | 390.0      | 3     |
| Мухран Гогія     | до 105 кг    | —          | —            | —          | —     |
| Валерій Сарава   | понад 105 кг | 170.0      | 215.0        | 385.0      | 16    |

## Гімнастика

### Батут
| Спортсмен       | Дисципліна | Кваліфікація | Кваліфікація | Фінал     | Фінал |
| Спортсмен       | Дисципліна | Результат    | Місце        | Результат | Місце |
| --------------- | ---------- | ------------ | ------------ | --------- | ----- |
| Русудан Хоперія | жінки      | 62.30        | 6 Q          | 34.10     | 7     |

### Спортивна гімнастика
| Спортсмен      | Дисципліна         | Кваліфікація | Кваліфікація | Фінал        | Фінал        |
| Спортсмен      | Дисципліна         | Результат    | Місце        | Результат    | Місце        |
| -------------- | ------------------ | ------------ | ------------ | ------------ | ------------ |
| Ілія Гіоргадзе | вільні вправи      | 9.337        | 31           | не пройшов   | не пройшов   |
| Ілія Гіоргадзе | кінь               | 9.525        | 40           | не пройшов   | не пройшов   |
| Ілія Гіоргадзе | кільця             | 9.450        | 44           | не пройшов   | не пройшов   |
| Ілія Гіоргадзе | опорний стрибок    | 9.262        | 54           | не пройшов   | не пройшов   |
| Ілія Гіоргадзе | паралельні бруси   | 9.637        | 12           | не пройшов   | не пройшов   |
| Ілія Гіоргадзе | перекладина        | 9.737        | 7 Q          | 9.625        | 6            |
| Ілія Гіоргадзе | абсолютна першість | 56.948       | 12 Q         | не стартував | не стартував |

### Художня гімнастика
| Гімнастка       | Дисципліна             | Раунд        |            |            |            |            | Разом  | Місце/Результат       |
| --------------- | ---------------------- | ------------ | ---------- | ---------- | ---------- | ---------- | ------ | --------------------- |
| Інга Тавдішвілі | особисте багатоборство | Кваліфікація | 9.483 (21) | 9.491 (21) | 9.558 (20) | 9.550 (19) | 38.082 | 21/не кваліфікувалася |

## Дзюдо
| Спортсмен             | Категорія              | 1/32                                 | 1/16                             | Чвертьфінал                            | Півфінал           | Втішний раунд 1                         | Втішний раунд 2                   | Втішний раунд 3                 | Фінал / ББ                          | Фінал / ББ |
| Спортсмен             | Категорія              | Суперник Результат                   | Суперник Результат               | Суперник Результат                     | Суперник Результат | Суперник Результат                      | Суперник Результат                | Суперник Результат              | Суперник Результат                  | Місце      |
| --------------------- | ---------------------- | ------------------------------------ | -------------------------------- | -------------------------------------- | ------------------ | --------------------------------------- | --------------------------------- | ------------------------------- | ----------------------------------- | ---------- |
| Нестор Хергіані       | до 60 кг, чоловіки     | Чон Буген (KOR) L 0001–1110          | не пройшов                       | не пройшов                             | не пройшов         | Доржпаламин Нармандах (MGL) W 1121–0000 | Базарбек Донбай (KAZ) L 0010–0110 | не пройшов                      | не пройшов                          | не пройшов |
| Георгій Вазагашвілі   | до 66 кг, чоловіки     | Йорданіс Аренсібія (CUB) W 1000–0001 | Педру Каравана (POR) W 1101–0010 | Джироламо Джовінаццо (ITA) L 0000–1010 | не пройшов         | Bye                                     | Енріке Гімарайш (BRA) W 1010–0000 | Ган Джі-хван (KOR) W 1100–0010  | Патрік Ван Калкен (NED) W 0210–0110 | 3          |
| Георгій Ревазішвілі   | до 73 кг, чоловіки     | Андрій Штурбабін (UZB) L 0011–1001   | не пройшов                       | не пройшов                             | не пройшов         | не пройшов                              | не пройшов                        | не пройшов                      | не пройшов                          | не пройшов |
| Георгій Гугава        | до 90 кг, чоловіки     | Дмитро Морозов (RUS) L 0001–1001     | не пройшов                       | не пройшов                             | не пройшов         | не пройшов                              | не пройшов                        | не пройшов                      | не пройшов                          | не пройшов |
| Івері Джікураулі      | до 100 кг, чоловіки    | Єн Куо-Че (KOR) W 1010–0000          | Раду Іван (ROM) W 1001–0001      | Ніколя Жиль (CAN) L 0010–0011          | не пройшов         | Bye                                     | Бен Соннеманс (NED) W 0110–0001   | Юрій Стьопкін (RUS) L 0010–1011 | не пройшов                          | не пройшов |
| Олександр Давіташвілі | понад 100 кг, чоловіки | Селім Татароглу (TUR) L 0001–0011    | не пройшов                       | не пройшов                             | не пройшов         | не пройшов                              | не пройшов                        | не пройшов                      | не пройшов                          | не пройшов |

## Легка атлетика
| Спортсмен      | Дисципліна      | Гіт/Кваліфікація | Гіт/Кваліфікація | Чвертьфінал | Чвертьфінал | Півфінал   | Півфінал   | Фінал      | Фінал      |
| Спортсмен      | Дисципліна      | Результат        | Місце            | Результат   | Місце       | Результат  | Місце      | Результат  | Місце      |
| -------------- | --------------- | ---------------- | ---------------- | ----------- | ----------- | ---------- | ---------- | ---------- | ---------- |
| Руслан Русідзе | 100 м, чоловіки | 10.70            | 7                | не пройшов  | не пройшов  | не пройшов | не пройшов | не пройшов | не пройшов |
| Тамара Шанідзе | 100 м, жінки    | 12.56            | 8                | не пройшла  | не пройшла  | не пройшла | не пройшла | не пройшла | не пройшла |

## Плавання
| Спортсмен     | Дисципліна                    | Гіт   | Гіт   | Півфінал   | Півфінал   | Фінал      | Фінал      |
| Спортсмен     | Дисципліна                    | Час   | Місце | Час        | Місце      | Час        | Місце      |
| ------------- | ----------------------------- | ----- | ----- | ---------- | ---------- | ---------- | ---------- |
| Зураб Берідзе | 50 м вільним стилем, чоловіки | 24.28 | 54    | не пройшов | не пройшов | не пройшов | не пройшов |

## Стрибки у воду
| Спортсмен      | Дисципліна               | Кваліфікація | Кваліфікація | Півфінал   | Півфінал   | Фінал      | Фінал      |
| Спортсмен      | Дисципліна               | Бали         | Місце        | Бали       | Місце      | Бали       | Місце      |
| -------------- | ------------------------ | ------------ | ------------ | ---------- | ---------- | ---------- | ---------- |
| Нана Небірідзе | вишка, 10 метрів (жінки) | 252.09       | 26           | не пройшла | не пройшла | не пройшла | не пройшла |

## Стрільба
| Спортсмен       | Дисципліна                               | Кваліфікація | Кваліфікація | Фінал      | Фінал      |
| Спортсмен       | Дисципліна                               | Бали         | Місце        | Бали       | Місце      |
| --------------- | ---------------------------------------- | ------------ | ------------ | ---------- | ---------- |
| Ніно Салуквадзе | пістолет, 25 метрів (жінки)              | 579          | 11           | не пройшла | не пройшла |
| Ніно Салуквадзе | пневматичний пістолет, 10 метрів (жінки) | 376          | 25           | не пройшла | не пройшла |
| Ніно Учадзе     | пістолет, 25 метрів (жінки)              | 567          | 33           | не пройшла | не пройшла |
| Ніно Учадзе     | пневматичний пістолет, 10 метрів (жінки) | 375          | 28           | не пройшла | не пройшла |

## Стрільба з лука
| Спортсмен                                        | Дисципліна                    | Кваліфікація | Кваліфікація | 1/64                              | 1/32               | 1/16                                                               | Чвертьфінал        | Півфінал           | Фінал      | Фінал      |
| Спортсмен                                        | Дисципліна                    | Результат    | Посів        | Суперник Результат                | Суперник Результат | Суперник Результат                                                 | Суперник Результат | Суперник Результат | Місце      |            |
| ------------------------------------------------ | ----------------------------- | ------------ | ------------ | --------------------------------- | ------------------ | ------------------------------------------------------------------ | ------------------ | ------------------ | ---------- | ---------- |
| Хатуна Наріманідзе                               | індивідуальна першість, жінки | 623          | 38           | Кейт Фейрвізер (AUS) L 166—158    | не пройшла         | не пройшла                                                         | не пройшла         | не пройшла         | не пройшла | не пройшла |
| Хатуна Лоріг                                     | індивідуальна першість, жінки | 627          | 33           | Мелісса Дженнісон (AUS) L 160—151 | не пройшла         | не пройшла                                                         | не пройшла         | не пройшла         | не пройшла | не пройшла |
| Асмат Діасамідзе                                 | індивідуальна першість, жінки | 612          | 53           | Лінь Ї-Їнь (TPE) L 158—140        | не пройшла         | не пройшла                                                         | не пройшла         | не пройшла         | не пройшла | не пройшла |
| Хатуна Наріманідзе Хатуна Лоріг Асмат Діасамідзе | командна першість, жінки      | Н/Д          | Н/Д          | Н/Д                               | Н/Д                | Барбара Менсінг Корнелія Пфоль Сандра Вагнер-Захсе (GER) L 231—216 | не пройшли         | не пройшли         | не пройшли |            |